# Charles Clapper
Charles Ellis Clapper (20 de diciembre de 1875 - 14 de septiembre de 1937) fue un luchador estadounidense que compitió en los Juegos Olímpicos de San Luis 1904.
Ese mismo año, ganó la medalla de bronce en la categoría de peso pluma (Libre 135 lb masculino).
Nació en Memphis, Missouri y murió en Chicago, Illinois.